# Ducks - Una squadra a tutto ghiaccio
Ducks - Una squadra a tutto ghiaccio (D3: The Mighty Ducks) è un film del 1996 diretto da Robert Lieberman. È il terzo capitolo della saga dopo  Stoffa da campioni e Piccoli grandi eroi.

## Trama
Gordon Bombay lascia la direzione delle Anatre per occupare un posto dirigenziale di rilievo ai Giochi della Gioventù (Goodwill Games nella versione originale), tuttavia si assicura che i suoi ragazzi ricevano una borsa di studio alla prestigiosa Eden Hall Academy, famosa per la sua squadra di Hockey chiamata i "Guerrieri". L'allenatore dei Guerrieri è un uomo burbero di nome Ted Orion, egli impone alle Anatre di abbandonare tutti i loro riti e le loro tradizioni per uniformarsi ai Guerrieri.
L'unico che sembra uniformarsi è Adam Banks, il cui grande talento è riconosciuto da Orion che lo schiera titolare, al contrario delle altre anatre che vanno in panchina. Charlie Conway è uno dei giocatori con maggiore difficoltà ad ambientarsi e inizia ben presto a detestare Orion. Le Anatre sono oggetto del disprezzo soprattutto dei membri della squadra dei Guerrieri, provenienti tutti da famiglie ricche che non sopportano l'idea di rischiare il posto di titolare ad opera di persone giunte alla Eden Hall solo grazie ad una borsa di studio, in particolare il capitano cerca di convincere il padre (membro del consiglio direttivo dell'accademia) a far revocare la borsa di studio delle Anatre.
I due gruppi scelgono di risolvere la questione affrontandosi nottetempo nell'arena della scuola e la partita vede la netta vittoria dei Guerrieri. Dopo la partita Charlie Conway e Fulton Reed scelgono di abbandonare la scuola e la squadra, tornando nella loro città natale.
Qui apprendono della notizia della morte del loro mentore Hans, e Gordon riesce a convincere Charlie a rientrare in squadra mettendo il ragazzo a conoscenza del fatto che Orion è così burbero per il fatto di convivere ogni giorno con una situazione difficile, infatti egli è vedovo con una figlia piccola paraplegica, Gordon suggerisce a Charlie di dare ad Orion un'altra possibilità e Charlie accetta. Dopo la partita i due team iniziano a bersagliarsi vicendevolmente con una serie di pesanti scherzi, con grande sorpresa delle Anatre il loro amico Adam Banks passa definitivamente dalla parte dei Guerrieri.
Nel frattempo il consiglio decide di revocare la borsa di studio, tuttavia Orion ha informato Bombay del fatto, il quale da ex-avvocato parla al consiglio e minaccia di agire per vie legali, riuscendo in questo modo ad ottenere la conferma della borsa di studio. Ritrovata la serenità le Anatre affrontano nuovamente i Guerrieri, stavolta Adam Banks sceglie di tornare con la sua ex squadra venendo accolto a braccia aperte. La partita terminerà con la vittoria delle Anatre che in questo modo riconfermano il proprio valore e con un abbraccio tra Charlie e Orion che sancisce la definitiva pace tra i due.